# Adam Barthel
Adam Friedrich Barthel (* 16. September 1897 in Besse; † 6. August 1979 in Kassel) war ein deutscher Politiker (KPD) und Abgeordneter des ehemaligen Beratenden Landesausschusses Groß-Hessen.
Adam Barthel war Landwirt in Besse. Ab 1918 war er Mitglied der KPD und dort Mitglied des Ortsvorstandes. 1933 wurde er wegen „Vorbereitung zum Hochverrat“ verurteilt und war Oktober 1933 bis Juni 1935 in Hameln in Haft. In der Haft zog er sich gesundheitliche Schäden zu, die eine Weiterarbeit in seinem bisherigen Beruf als Schachtmeister im Tiefbau nicht mehr erlaubten. Er arbeitete in der Landwirtschaft.
Die amerikanische Besatzungsmacht berief ihn 1946 als Vertreter der KPD Hessen in den Beratenden Landesausschuss Groß-Hessen, einen Vorgänger des Hessischen Landtags, dem er vom 26. Februar 1946 bis zum 14. Juli 1946 angehörte. Danach zog er sich aus der Landespolitik zurück.